# Formatul 5+2

Harta de localizare a Moldovei (verde) și aTransnistriei (portocaliu), principalele părți ale conflictului transnistrean

Formatul 5+2, cunoscut și sub denumirea de discuții 5+2, negocieri 5+2 sau procesul 5+2, este o platformă de negociere diplomatică menită să găsească o soluție pentru conflictul transnistrean dintre Moldova și statul nerecunoscut Transnistria. Este format din aceste două entități, care sunt desemnate drept „părți în conflict”, și Rusia, Ucraina și Organizația pentru Securitate și Cooperare în Europa (OSCE), ca „mediatori” ai negocierilor. Uniunea Europeană (UE) și Statele Unite acționează ca „observatori”. S-a propus și includerea României în formatul 5+2.
Formatul 5+2 a demarat în 2005, dar din cauza notificării transmise de Ucraina Misiunii Uniunii Europene de Asistență la Frontieră în Moldova și Ucraina (EUBAM) privind volumul mare de contrabandă transnistreană pe teritoriul ucrainean, Transnistria și Rusia au suspendat negocierile formale în 2006, acestea fiind reluate oficial abia în 2012.
În 2018, Misiunea OSCE în Republica Moldova a avut 13 grupuri de lucru, care s-au întrunit de 72 de ori. Bugetul său în 2018 a fost de aproximativ 2,7 milioane de euro.
În 2022, formatul 5+2 a fost din nou înghețat din cauza invaziei ruse a Ucrainei, deoarece atât Rusia, cât și Ucraina (țări aflate în război) sunt membri ai formatului. Cu toate acestea, negociatorii șefi din ambele părți se reunesc în întâlniri intermediate de misiunea OSCE.

## Realizări

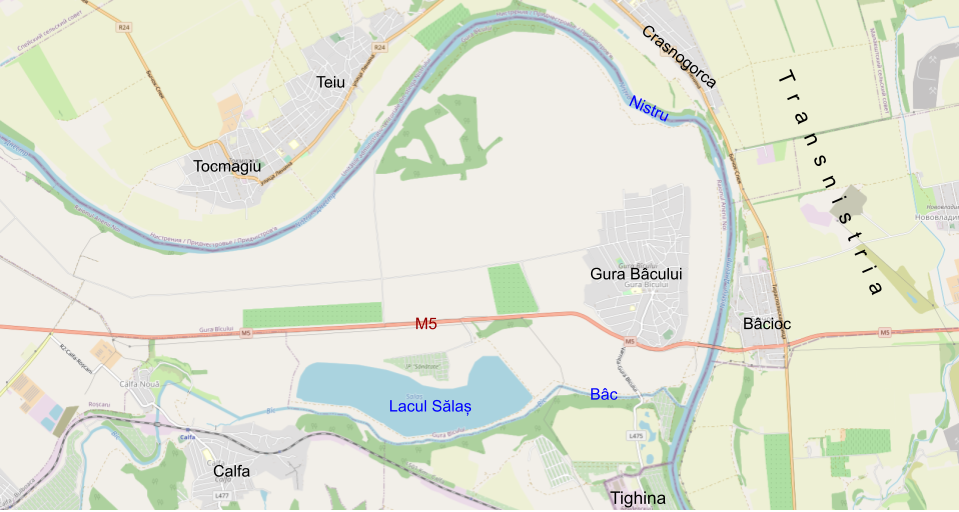
Gura Bîcului, drumul M14 (acum M5) și Nistru

La 25 noiembrie 2017, premierul moldovean Pavel Filip și Vadim Krasnoselski, înalt oficial al auto-proclamatei Republici Moldovenești Nistrene (RMN), au deschis un pod la Gura Bîcului, Anenii Noi pe drumul rutier internațional M14 Chișinău — Odesa, care a fost distrus în ostilitățile din 1992 și a fost reconstruit încă din 2002, dar până în 2017 nu a fost dat în folosință. Au fost semnate și patru acorduri între Moldova și RMN. Acestea au vizat:
1. Accesul fermierilor moldoveni la câmpurile lor controlate de RMN din raionul Dubăsari
2. Recunoașterea diplomelor de la Universitatea de Stat din Tiraspol de către Moldova, ceea ce le-a făcut să fie recunoscute și pe plan internațional
3. Funcționarea nestingherită a școlilor moldovenești din RMN, unde limba română este predată cu grafie latină
4. Restabilirea conexiunilor de telefonie fixă între R. Moldova și RMN și operarea operatorilor de telefonie mobilă RMN în R. Moldova.[16]

## România și Formatul 5+2
Procesul de negocieri privind viitorul regiunii a implicat inițial România, Rusia, R. Moldova și RMN după încetarea focului, în 1992. OSCE a înlocuit România din 1993, iar în 1994, Ucraina s-a alăturat ca al cincilea partener.